# Cacostatia ossa
Cacostatia ossa är en fjärilsart som beskrevs av Druce 1893. Cacostatia ossa ingår i släktet Cacostatia och familjen björnspinnare. Inga underarter finns listade i Catalogue of Life.